# Palaciosrubios
Palaciosrubios è un comune spagnolo di 515 abitanti situato nella comunità autonoma di Castiglia e León.